# Cerastipsocus trifasciatus
Cerastipsocus trifasciatus är en insektsart som först beskrevs av Léon Abel Provancher 1876.  Cerastipsocus trifasciatus ingår i släktet Cerastipsocus och familjen storstövsländor. Inga underarter finns listade i Catalogue of Life.